# 亚逸文满
亚逸文满（或稱Air Bemban）是一座位於马来西亚柔佛州古來縣的城鎮。

## 交通
- 可在新山拉慶中央車站乘搭2號巴士到達[2]。